# 溫納貝戈 (明尼蘇達州)
溫納貝戈（英語：Winnebago）是一個位於美國明尼蘇達州法里博縣的城市。

## 人口
根據2020年美國人口普查的數據，溫納貝戈的面積為6.11平方千米，當中陸地面積為6.08平方千米，而水域面積為0.03平方千米。當地共有人口1391人，而人口密度為每平方千米228人。